# Theotima martha
Theotima martha is een spinnensoort uit de familie Ochyroceratidae. De soort komt voor in Mexico.